# Gouvernement Narendra Modi (3)
République d'Inde
Narendra Modi II 
Le troisième gouvernement Narendra Modi est le gouvernement de l'Inde, formé après les élections de 2024 du 19 avril au 1er juin 2024.
Dirigé par le Premier ministre Narendra Modi, dont c'est le troisième mandat, il est formé par la coalition de l'Alliance démocratique nationale dont le principal parti est le BJP.

## Composition
| Portefeuille | Ministre | Ministre                       | Parti   |
| --- | -------- | ------------------------------ | ------- |
| Premier ministre Ministre du personnel, des griefs publics et des pensions                                                                    |          | Narendra Modi                  | BJP     |
| Ministre de la Défense |          | Rajnath Singh                  | BJP     |
| Ministre de l'Intérieur Ministre de la Coopération                                                                                            |          | Amit Shah                      | BJP     |
| Ministre des transports routiers et des autoroutes                                                                                            |          | Nitin Gadkari                  | BJP     |
| Ministre de la Santé et du Bien-être familial Ministre des Produits chimiques et des Engrais                                                  |          | J. P. Nadda (en)               | BJP     |
| Ministre de l'Agriculture et du Bien-être des agriculteurs Ministre du Développement rural                                                    |          | Shivraj Singh Chouhan          | BJP     |
| Ministre des Finances Ministre des Affaires corporatives                                                                                      |          | Nirmala Sitharaman             | BJP     |
| Ministre des Affaires extérieures |          | S. Jaishankar                  | BJP     |
| Ministre de l'Énergie Ministre du Logement et des Affaires urbaines                                                                           |          | Manohar Lal Khattar (en)       | BJP     |
| Ministre des Industries lourdes Ministre de l'Acier                                                                                           |          | H. D. Kumaraswamy (en)         | JD(S)   |
| Ministre du Commerce et de l'Industrie |          | Piyush Goyal (en)              | BJP     |
| Ministre de l'Éducation |          | Dharmendra Pradhan (en)        | BJP     |
| Ministre des Micro, Petites et Moyennes Entreprises                                                                                           |          | Jitan Ram Manjhi (en)          | HAM(S)  |
| Ministre de Panchayati Raj Ministre de l'Élevage, de la Laiterie et de la Pêches                                                              |          | Lalan Singh (en)               | JD(U)   |
| Ministre des Ports, de la Navigation et des Voies navigables                                                                                  |          | Sarbananda Sonowal (en)        | BJP     |
| Ministre de la Justice sociale et de l'Autonomisation                                                                                         |          | Virendra Kumar Khatik (en)     | BJP     |
| Ministre de l'Aviation civile |          | Kinjarapu Ram Mohan Naidu (en) | TDP     |
| Ministre de la Consommation, de l'Alimentation et de la Distribution publique Ministre des Énergies nouvelles et renouvelables                |          | Prahlad Joshi (en)             | BJP     |
| Ministre des Affaires tribales |          | Jual Oram (en)                 | BJP     |
| Ministre des Textiles |          | Giriraj Singh (en)             | BJP     |
| Ministre des Chemins de fer Ministre de l'Information et de la Radiodiffusion Ministre de l'Électronique et des Technologies de l'information |          | Ashwini Vaishnaw (en)          | BJP     |
| Ministre des Communications Ministre du Développement de la région du Nord-Est                                                                |          | Jyotiraditya Scindia           | BJP     |
| Ministre de l'Environnement, des Forêts et du Changement climatique                                                                           |          | Bhupender Yadav (en)           | BJP     |
| Ministre de la Culture Ministre du Tourisme                                                                                                   |          | Gajendra Singh Shekhawat (en)  | BJP     |
| Ministre du Développement de la femme et de l'enfant                                                                                          |          | Annpurna Devi                  | BJP     |
| Ministre des Affaires parlementaires Ministre des Affaires des minorités                                                                      |          | Kiren Rijiju (en)              | BJP     |
| Ministre du Pétrole et du Gaz naturel |          | Hardeep Singh Puri (en)        | BJP     |
| Ministre du Travail et de l'Emploi Ministre de la Jeunesse et des Sports                                                                      |          | Mansukh Mandaviya (en)         | BJP     |
| Ministre du Charbon Ministre des Mines |          | G. Kishan Reddy (en)           | BJP     |
| Ministre des Industries agroalimentaires |          | Chirag Paswan (en)             | LJP(RV) |
| Ministre des Ressources en eau |          | C.R. Patil (en)                | BJP     |